# Hiromi Ikeda
Hiromi Ikeda (池田 浩美, Ikeda Hiromi), née Hiromi Isozaki (磯﨑 浩美, Isozaki Hiromi) le 22 décembre 1975, est une joueuse internationale de football japonaise.

## Carrière
Hiromi Ikeda réalise toute sa carrière au poste de défenseur dans le club de Tasaki Perule FC (en), au sein du championnat du Japon (L. League), de 1995 à 2008.
Elle est sélectionnée de 1997 à 2008 en équipe nationale, avec laquelle elle dispute la Coupe du monde en 1999, 2003 et 2007 et les tournois olympiques de 2004 et 2008. En 2008, elle est la capitaine de son équipe, qui termine au pied du podium (4e).

## Palmarès
- Championnat du Japon : 2003
- Coupe du Japon : 1999, 2002, 2003, 2006

## Vie personnelle
Connue pendant l'essentiel de sa carrière en tant que Hiromi Isozaki, elle se marie et change de son nom en 2007.